# Индустрија за прераду воћа и поврћа
Индустрија за прераду воћа и поврћа је грана прехрамбене индустрије која се бави прерадом и конзервирањем воћа и поврћа, као и производњом сокова, џемова и слично. Лоцирана је у областима производње, као и око већих потрошачких центара.
У Србији постоји неколико фабрика које се бави прерадом воћа и поврћа: Будимка (Пожега), Таково Горњи Милановац, Синалко (Суботица), Прима (Кикинда), Хисар (Владичин Хан) и др.